# Phan Huy Tùng
Phan Huy Tùng (chữ Hán: 潘輝松; 1878-1939) là người xã Thu Hoạch, tổng Canh Hoạch, huyện Can Lộc, phủ Đức Thọ, tỉnh Hà Tĩnh (nay thuộc xã Thạch Châu, huyện Lộc Hà, tỉnh Hà Tĩnh). Ông đỗ Cử nhân năm Bính Ngọ 1906, bổ làm Huấn đạo ở huyện Đông Sơn. Sau khi đỗ Đệ tam giáp đồng Tiến sĩ xuất thân vào năm 1913, tức niên hiệu Duy Tân thứ 7, ông làm quan Lang trung Hình bộ. Ông là thân phụ của Phan Huy Quát, cựu chính khách thời Quốc gia Việt Nam và Việt Nam Cộng hòa, và Phan Huy Lê, nhà sử học, Nhà giáo Nhân dân thời Việt Nam thống nhất.